# Hylaeus seclusus
Hylaeus seclusus är en biart som beskrevs av Cockerell och Sumner 1931. Hylaeus seclusus ingår i släktet citronbin, och familjen korttungebin. Inga underarter finns listade i Catalogue of Life.